# Ylva Nowén
Ylva Hjördis Sofia Nowén, švedska alpska smučarka, * 5. januar 1970, Östersund, Švedska.
Štirikrat je nastopila na olimpijskih igrah, kjer je svojo najboljšo uvrstitev dosegla leta 2002 s četrtim mestom v slalomu. V svetovnem pokalu je tekmovala trinajst sezon med letoma 1990 in 2002 ter dosegla štiri zmage in še osem uvrstitev na stopničke. V skupnem seštevku svetovnega pokala se je najvišje uvrstila na šesto mesto leta 1998, ko je tudi osvojila slalomski mali kristalni globus.